# Czesząca się
Czesząca się (znany też pod nazwą Czesząca się kobieta)  – obraz olejny z 1897 roku autorstwa polskiego malarza Władysława Ślewińskiego, przechowywany w zasobach Muzeum Narodowego w Krakowie i uznawany za arcydzieło artysty.

## Opis obrazu
Obraz przedstawia półnagą modelkę siedzącą na łóżku, ustawioną bokiem do widza, która czesze swoje włosy o miedzianej barwie. Nie ma konsensusu co do tego, kim była modelka. Mogła to być żona artysty Eugenia Szewcow albo anonimowa modelka. Naprzeciw kobiety ustawione jest lustro, w którym odbija się twarz – odbicie nie twarzy kobiety, lecz prawdopodobnie samego artysty.

## Technika
Czesząca się została wykonana techniką olejną na płótnie. Ślewiński starał się osiągnąć harmonię braw, zestawiając ze sobą miedzianobrązowy kolor włosów modelki, złocistobiałą barwę jej ciała oraz odcienie zielone. W obrazie autor zastosował też charakterystyczną dla secesji linię pleców, włosów i rąk malowanej osoby. Ślewiński znajdował się pod wpływem artystów z kręgu Paula Gauguina, a Irena Kossowska wskazuje, że wpływ na Czeszącą się miały także prace Edgara Degasa i Henri de Toulouse-Lautreca .

## Tworzenie i odbiór
Czeszącą się Ślewiński namalował w 1897 roku podczas pobytu w Paryżu. 
Początkowo Czesząca się wprowadzała krytyków w konsternację. Jeden z nich w momencie premiery wystawienia Ślewińskiego pisał: 
Dlaczego ręka tej kobiety jest ręką z ciała i żywą, pomimo że jedną prawie barwą zamalowana jej matowa powierzchnia i obwódka oprowadzona, której w »naturze nie ma«? Dlaczego jej ciało jest ciałem jakby żywym, choć malarz ledwie swe płótno farbą przetarł? 
Antoni Potocki wyrażał z kolei zachwyt dziełem Ślewińskiego, opisując swe wrażenia z oglądania Czeszącej się następująco:
Stało tu na sztalugach spore płótno portretowego formatu: akt kobiety przed lustrem czeszącej wspaniałą falę rudoblond włosów. Padało na to charakterystyczne, ogrodowe światło. Syrena w akwarium! 

## Obieg wystawowy
Po II wojnie światowej Czesząca się była prezentowana na wielu zagranicznych wystawach, w tym: Mille ans d’art en Pologne (1969, Petit Palais Musee de Beaux-Arts de la Ville de Paris), 1000 Years of Art in Poland (1970, Royal Academy of Arts w Londynie), Naissance de l'intime : le propre de la toilette (2015, Musée Marmottan Monet). Obraz prezentowano też na takich polskich wystawach, jak Kraków 1900 (2018, Muzeum Narodowe w Krakowie). W latach 2005–2017 Czesząca się była integralną częścią Galerii Sztuki Polskiej XX wieku w Muzeum Narodowym w Krakowie, a od 2021 roku stanowi jeden z eksponatów stałej ekspozycji XX + XXI. Galeria Sztuki Polskiej w tym samym muzeum.